# R136c
R136c는 초성단인 R136에 있는 무겁고 밝은 별이다. R136c가 속해 있는 R136은 1만 개 이상의 별에 질량은 태양의 45만 배 정도나 되는 매우 거대한 성단이다. 1980년 Feitzinger는 c를 단독 천체로 분리하여 인식했으며 R136a, R136b와 함께 현재 이름을 부여했다.

## 특징
R136c의 표면온도는 5만 6천 켈빈이며 볼프-레이에별로 분류할 수 있다. 질량은 최소 태양의 130배에서 최대 175배이며 300만 배 이상 밝게 빛난다. c의 중심핵은 강하게 압축되어 CNO 순환 과정을 통해 이처럼 밝은 빛을 만들어낸다. 전형적인 다른 볼프-레이에별과 마찬가지로 R136c는 빠른 항성풍(1초에 2천 킬로미터 속도로 움직인다.) 형태로 스스로의 질량을 우주로 내보내고 있다. 방출하는 물질의 양은 1년에 태양질량의 10만 분의 1 정도이다. R136c에서는 엑스선이 검출되는데, 이런 현상은 쌍성계 구성원이 각자 방출하는 항성풍이 충돌하면서 나타난다. 따라서 R136c가 쌍성일 가능성은 매우 높다. 다만 전체 밝기에서 짝별이 차지하는 비중은 그리 크지 않을 것으로 추정된다.

## 죽음
R136c의 나이는 몇백만 년에 지나지 않아 태양의 46억 년에 비하면 찰나의 삶을 산 것처럼 보이나, 아주 빠른 속도로 진화하고 있기 때문에 이미 주계열 단계를 이탈했다. 이 별의 최후는 중심핵이 붕괴하기 전 얼만큼의 질량이 남아 있느냐에 달려 있으나 결국 초신성으로 죽음을 맞을 것으로 보인다. 태양과 중원소 함량이 비슷하면서 질량은 R136c처럼 아주 무거운 단독성이 어떻게 최후를 맞는지를 모형으로 만든 결과 바깥 껍질이 상당량 벗겨져 나간 Ic형 초신성으로 진화하는 것으로 나타났다. 다만 홑별이 아니라 짝별이 있을 경우 결과는 다르게 나올 수 있다. 이런 초신성 중 일부는 감마선 폭발을 일으키고 블랙홀을 남길 것으로 보인다.